# Vitgumpad solfågel
Vigumpad solfågel (Cinnyris fuscus) är en fågel i familjen solfåglar inom ordningen tättingar.

## Utseende
Vitgumpad solfågel är en liten medlem av familjen. Hanen är övervägande mörk, med ljust på nedre delen av buken och orangefärgade fjädertofsar vid skuldrorna som dock ofta hålls dolda. Honan är enfärgat gråbrun, ljusare på bukens nedre del. Den är ljusare på undersidan än liknande kapsolfågeln.

## Utbredning och systematik
Vitgumpad solfågel förekommer i södra Afrika. Den delas upp i två underarter med följande utbredning:
- Cinnyris fuscus fuscus – förekommer från Namibia och Botswana till Sydafrika
- Cinnyris fuscus inclusus – förekommer i kustnära sydvästra Angola

## Levnadssätt
Vitgumpad solfågel hittas i torra buskmarker och savann. Födan består av insekter och nektar. Den ses enstaka eller i par. Arten uppträder nomadiskt och kan förekomma i stora antal i områden där den normalt är oregelbunden, ofta på kanten av dess utbredningsområde.

## Status
Arten har ett stort utbredningsområde och beståndet anses stabilt. Internationella naturvårdsunionen IUCN listar den därför som livskraftig (LC).